# Berkay Hardal
Berkay Hardal (zm. 18 listopada 1996 w Stambule) – turecki aktor telewizyjny. 

## Życiorys
Urodził się w Stambule jako syn Turczynki i Bayrama Mustarda Hardala, imigranta z Jugosławii. Pierwotnie nazywał się Manisa Akhisarli. Wychował się w Bahçelievler w Stambule. Jego ojciec i wuj byli piłkarzami, co sprawiło, że od siódmego roku życia trenował piłkę nożną i chciał w przyszłości zostać zawodowym piłkarzem. Przez trzy lata grał zawodowo w strukturach zespołu Fenerbahçe, ale z powodu kontuzji musiał porzucić marzenia o karierze sportowej. Ukończył studia na Wydziale Ekonometrii Uniwersytetu Trakya w Edirne. Został dostrzeżony na zdjęciach na Instagramie, gdzie zauważył go menadżer piłkarski, Müzeyyen Karakan. Następnie skontaktował się z nim i zaproponował pracę.
Debiutował na małym ekranie w roli Murata Borana, zdziecinniałego i nieodpowiedzialnego członka rodziny Boranów w serialu Narzeczona ze Stambułu (İstanbullu Gelin, 2017-2018). Następnie znalazł się w obsadzie serialu Marzę o Tobie (Meleklerin Aşkı, 2018) jako Yağmur Duru i produkcji Kardes Çocuklari (2019) jako Savaş Ekim. Gościł w programie HaAch HaGadol VIP (2019).

## Życie prywatne
Po czterech miesiącach znajomości, w październiku 2019 zaręczył się z Dilan Telkök, a zaledwie kilka dniu po zaręczynach odbył się ślub, jednak dopiero 12 lipca 2021 w Sakarya miało miejsce wesele.